# Both család (bothfalvi)
A bothfalvi Both család egy ősrégi előkelő Ung vármegyei nemesi család.

## A család története
A bajnai Both családdal közös eredete volt. Ősi fészkük Ung vármegye. Zsigmond királytól kaptak címeres nemeslevelet, mely Konstanzban kelt. A család ezen kívül Vajára és Azsgútra is királyi adományt kapott és Eőrdarmán is birtokos volt. Pest vármegyében is szerepelt és címerpecsétjét a Magyar Nemzeti Levéltár elődjében P. p. fasc. 179. No. 155. alatt őrizték. I. Mátyás magyar király 1460 február 18-ikán Budán adományozott nemesi címeres levelet "Bodfalvi Bod Jakab" fiainak Sylvester, János és Gallusnak, Ung vármegyei nemeseknek nemességük bizonyságául és díszéül.

## A család jelentősebb tagjai
- Botfalvai Both Péter († kb. 1417), Ugocsa vármegye főispánja
- Botfalvai Both György († kb. 1451) Ung vármegye főispánja
- Botfalvai Both András, újvári főkapitány 1490-ben
- Bothfalvi Both Gyula (1839–1910), királyi ítélőtáblái bíró, földbirtokos, egyházi fögondnok, Sáros vármegye törvényhatósági bizottsági tagja.[1]
- Vitéz botfalvi Both Gyula, Magyar Királyi huszárőrnagy a második világháború idején[2] és a Légoltalmi Liga debreceni kerületének elnöke (1938–1945)[3]
- Bothfalvi Both  Gyula (kb. 1800°), eperjesi bíró.
- Bothfalvi Both  Menyhért I. († kb. 1882), királyi ügyészség (Vö. Tiszaeszlári vérvád)
- Bothfalvi Both Menyhért II. (1857–1916), grafikus, festő.  A domonyi birtokos[4]
- Bothfalvi Both Klára (1907–2000), festő

## A család címere
A címerpajzsban kék bal-haránt pólya van. A koronátlan sisak díszét két csukott, veres sasszárny képezi, kék haránt-pólyával. A takarók veres- és kék színűek; utóbbi szín tökéletesen lekopott; alakjuk szépen, finoman ornamentált.